# Fabián Hormazábal
Fabián Marcelo Hormazábal Berríos (Machalí, Región del Libertador Bernardo O'Higgins, Chile, 26 de abril de 1996) es un futbolista profesional chileno que juega de extremo y lateral por ambas bandas, actualmente se encuentra en Universidad de Chile de la Primera División de Chile.

## Trayectoria
Debutó en el fútbol, y marcó su primer gol como profesional, en un partido contra Santiago Wanderers, por la primera fecha de la Copa Chile 2014-15, jugando por O'Higgins de Rancagua. Debutó en Primera División en la decimotercera fecha del Clausura 2015, contra el mismo elenco caturro, ingresando en el minuto 60' por Luis Valenzuela, partido que finalizó 1-1.
Luego de no tener continuidad con Cristián Arán, es enviado a préstamo por un año a Curicó Unido. Con el cuadro de Luis Marcoleta tuvo continuidad siendo titular en varios partidos, además se coronó campeón de la Primera B. El segundo semestre de 2017 retorna a O'Higgins.
Sin obtener regularidad, en 2019 es cedido a Deportes La Serena de la Primera B. Dicho préstamo es renovado para la temporada 2020, con el cuadro papayero en Primera División.
En 2021 regresa a O'Higgins, hasta fines de la temporada 2023. En diciembre de 2023 es anunciado como nuevo jugador de Universidad de Chile de la Primera División.

## Selección nacional
Recibió su primera convocatoria a la Selección chilena para los partidos válidos por las Clasificatorias Norteamérica 2026 ante Brasil y Colombia. Su debut fue en la fecha doble siguiente, el 19 de noviembre ante Venezuela.

### Participaciones en Clasificatorias a Copas del Mundo
| Eliminatorias                   | Resultado    | Posición | Partidos | Goles | Asistencias |
| ------------------------------- | ------------ | -------- | -------- | ----- | ----------- |
| Eliminatorias Norteamérica 2026 | Disputándose | 8°       | 1        | 0     | 0           |

### Partidos internacionales
Actualizado hasta el 19 de noviembre de 2024.
| Partidos internacionales | Partidos internacionales | Partidos internacionales          | Partidos internacionales | Partidos internacionales | Partidos internacionales | Partidos internacionales | Partidos internacionales | Partidos internacionales | Partidos internacionales          |
| N.º                      | Fecha                    | Estadio                           | Local                    | Resultado                | Visitante                | Goles                    | Asistencias              | DT                       | Competición                       |
| ------------------------ | ------------------------ | --------------------------------- | ------------------------ | ------------------------ | ------------------------ | ------------------------ | ------------------------ | ------------------------ | --------------------------------- |
| 1                        | 19 de noviembre de 2024  | Estadio Nacional, Santiago, Chile | Chile                    | 4-2                      | Venezuela                |                          |                          | Ricardo Gareca           | Clasificatorias Norteamérica 2026 |
| Total                    | Total                    | Total                             | Presencias               | 1                        | Goles                    | 0                        | 0                        |                          |                                   |

| Selección chilena | Selección chilena | Selección chilena |
| Año               | Partidos          | Goles             |
| ----------------- | ----------------- | ----------------- |
| 2024              | 1                 | 0                 |
| Total             | 1                 | 0                 |

## Estadísticas

### Clubes
| O'Higgins · Chile                                                                                           | 1.ª              | 2014-15          | 5   | 0  | 3  | 1 | - | - | 8   | 1  |
| O'Higgins · Chile                                                                                           | 1.ª              | 2015-16          | 5   | 0  | 6  | 1 | - | - | 11  | 1  |
| Curicó Unido · Chile                                                                                        | 2.ª              | 2016-17          | 22  | 3  | 2  | 0 | - | - | 24  | 3  |
| Curicó Unido · Chile                                                                                        | Total club       | Total club       | 22  | 3  | 2  | 0 | 0 | 0 | 24  | 3  |
| O'Higgins · Chile                                                                                           | 1.ª              | 2017             | 9   | 0  | 4  | 0 | - | - | 13  | 0  |
| O'Higgins · Chile                                                                                           | 1.ª              | 2018             | 6   | 1  | 0  | 0 | - | - | 6   | 1  |
| Deportes La Serena · Chile                                                                                  | 2.ª              | 2019             | 22  | 3  | 3  | 0 | - | - | 25  | 3  |
| Deportes La Serena · Chile                                                                                  | 1.ª              | 2020             | 27  | 3  | 0  | 0 | - | - | 27  | 3  |
| Deportes La Serena · Chile                                                                                  | Total club       | Total club       | 49  | 6  | 3  | 0 | 0 | 0 | 52  | 6  |
| O'Higgins · Chile                                                                                           | 1.ª              | 2021             | 23  | 0  | 0  | 0 | - | - | 23  | 0  |
| O'Higgins · Chile                                                                                           | 1.ª              | 2022             | 26  | 1  | 4  | 1 | - | - | 30  | 2  |
| O'Higgins · Chile                                                                                           | 1.ª              | 2023             | 27  | 1  | 5  | 0 | - | - | 32  | 1  |
| O'Higgins · Chile                                                                                           | Total club       | Total club       | 101 | 3  | 22 | 3 | 0 | 0 | 123 | 6  |
| Universidad de Chile · Chile                                                                                | 1.ª              | 2024             | 27  | 2  | 6  | 0 | — | — | 33  | 2  |
| Universidad de Chile · Chile                                                                                | 1.ª              | 2025             | 17  | 2  | 4  | 0 | 9 | 1 | 30  | 3  |
| Universidad de Chile · Chile                                                                                | Total club       | Total club       | 44  | 4  | 10 | 0 | 9 | 1 | 63  | 5  |
| Total en carrera                                                                                            | Total en carrera | Total en carrera | 216 | 16 | 37 | 3 | 9 | 1 | 262 | 20 |
| (1)Incluye datos de la Copa Chile. (2)Incluye datos de la Copa Libertadores de América y Copa Sudamericana. |                  |                  |     |    |    |   |   |   |     |    |

## Palmarés

### Campeonatos nacionales
| Título     | Club                 | País  | Año     |
| ---------- | -------------------- | ----- | ------- |
| Primera B  | Curicó Unido         | Chile | 2016-17 |
| Copa Chile | Universidad de Chile | Chile | 2024    |